# 保慶
保慶（ほけい）は、清末に西太后により保慶帝愛新覚羅溥儁の擁立が画策された際に計画された元号。1899年。

## 概要
戊戌変法後に西太后と栄禄により愛新覚羅溥儁の皇帝への擁立が画策されたものの、父である愛新覚羅載漪が義和団の指導者であったことから列強の承認を得られず、朝野の強い反対によって3日で擁立を撤回、元号も光緒に戻されたため、公式の元号とは認められていない。